# Кубок Словенії з футболу 1997—1998
Кубок Словенії з футболу 1997–1998 — 7-й розіграш кубкового футбольного турніру в Словенії. Титул вперше здобув Рудар (Веленє).

## Календар
| Раунд       | Дата                             | Матчі | Клуби   |
| ----------- | -------------------------------- | ----- | ------- |
| 1/16 фіналу | 26 липня - 10 серпня 1997        | 16    | 32 → 16 |
| 1/8 фіналу  | 24 вересня 1997                  | 8     | 16 → 8  |
| 1/4 фіналу  | 22-29 жовтня/5-12 листопада 1997 | 8     | 8 → 4   |
| 1/2 фіналу  | 8/29 квітня 1998                 | 4     | 4 → 2   |
| Фінал       | 27 травня/9 червня 1998          | 2     | 2 → 1   |

## 1/16 фіналу
| Команда 1            | Рахунок      | Команда 2                |
| -------------------- | ------------ | ------------------------ |
| 26 липня 1997        |              |                          |
| Похор'є              | 0:2          | Гориця                   |
| Нафта                | 0:1          | Коротан (Превалє)        |
| 27 липня 1997        |              |                          |
| Баковці              | 0:2          | Марибор                  |
| Драва (Птуй)         | 0:0 пен. 5:6 | Примор'є                 |
| Шентюр               | 1:4          | Олімпія (Любляна)        |
| Телмот (Шмар'є)      | 0:3          | Рудар (Веленє)           |
| Технік (Домжале)     | 0:2          | Белтинці                 |
| Алюміній             | 0:5          | Вевче                    |
| Дравиня              | 0:6          | Мура                     |
| Турнище              | 0:7          | Публікум (Цельє)         |
| 10 серпня 1997       |              |                          |
| Дорнава              | 0:7          | Елан (Ново Место)        |
| Горичанка            | 4:1          | Горішке Опекарне (Ренче) |
| Триглав              | 8:0          | Сердиця                  |
| Іванчна Гориця       | 0:0 пен. 3:5 | Лесце                    |
| Копер                | 0:1          | Дравоград                |
| Желєзнічар (Марибор) | 3:0          | Ідрія                    |

## 1/8 фіналу
| Команда 1            | Рахунок | Команда 2         |
| -------------------- | ------- | ----------------- |
| 24 вересня 1997      |         |                   |
| Публікум (Цельє)     | 5:4     | Гориця            |
| Марибор              | 1:2     | Коротан (Превалє) |
| Дравоград            | 1:2     | Примор'є          |
| Горичанка            | 2:6     | Олімпія (Любляна) |
| Триглав              | 0:1     | Рудар (Веленє)    |
| Елан (Ново Место)    | 1:0     | Белтинці          |
| Желєзнічар (Марибор) | 0:1     | Вевче             |
| Лесце                | 0:6     | Мура              |

## 1/4 фіналу
| Команда 1                   | Заг.    | Команда 2         | 1-й матч | 2-й матч |
| --------------------------- | ------- | ----------------- | -------- | -------- |
| 22 жовтня/5 листопада 1997  |         |                   |          |          |
| Мура                        | 5:1     | Марибор           | 5:0      | 0:1      |
| Рудар (Веленє)              | 5:0     | Вевче             | 2:0      | 3:0      |
| Елан (Ново Место)           | 1:0     | Публікум (Цельє)  | 1:0      | 0:0      |
| 29 жовтня/12 листопада 1997 |         |                   |          |          |
| Примор'є                    | 2:2 (ч) | Олімпія (Любляна) | 1:0      | 1:2      |

## 1/2 фіналу
| Команда 1         | Заг. | Команда 2      | 1-й матч | 2-й матч |
| ----------------- | ---- | -------------- | -------- | -------- |
| 8/29 квітня 1998  |      |                |          |          |
| Мура              | 2:4  | Рудар (Веленє) | 0:1      | 2:3      |
| Елан (Ново Место) | 2:7  | Примор'є       | 2:2      | 0:5      |

## Фінал
| Команда 1               | Заг. | Команда 2      | 1-й матч | 2-й матч |
| ----------------------- | ---- | -------------- | -------- | -------- |
| 27 травня/9 червня 1998 |      |                |          |          |
| Примор'є                | 2:4  | Рудар (Веленє) | 2:1      | 0:3      |

## Перший матч
| 27 травня 1998 |

| Примор'є           | 2:1      | Рудар (Веленє) |
| ------------------ | -------- | -------------- |
| Іпавец 7' Лучич 9' | Протокол | Павлович 76'   |

| Місцевий стадіон, Айдовщина Глядачів: 1 000 Арбітр: Іван Жунич |

## Повторний матч
| 9 червня 1998 |

| Рудар (Веленє)            | 3:0      | Примор'є |
| ------------------------- | -------- | -------- |
| Відоєвич 5', 56' Пург 90' | Протокол |          |

| Об Єзеру, Веленє Глядачів: 2 000 Арбітр: Мілан Митрович |